# Ранилуг

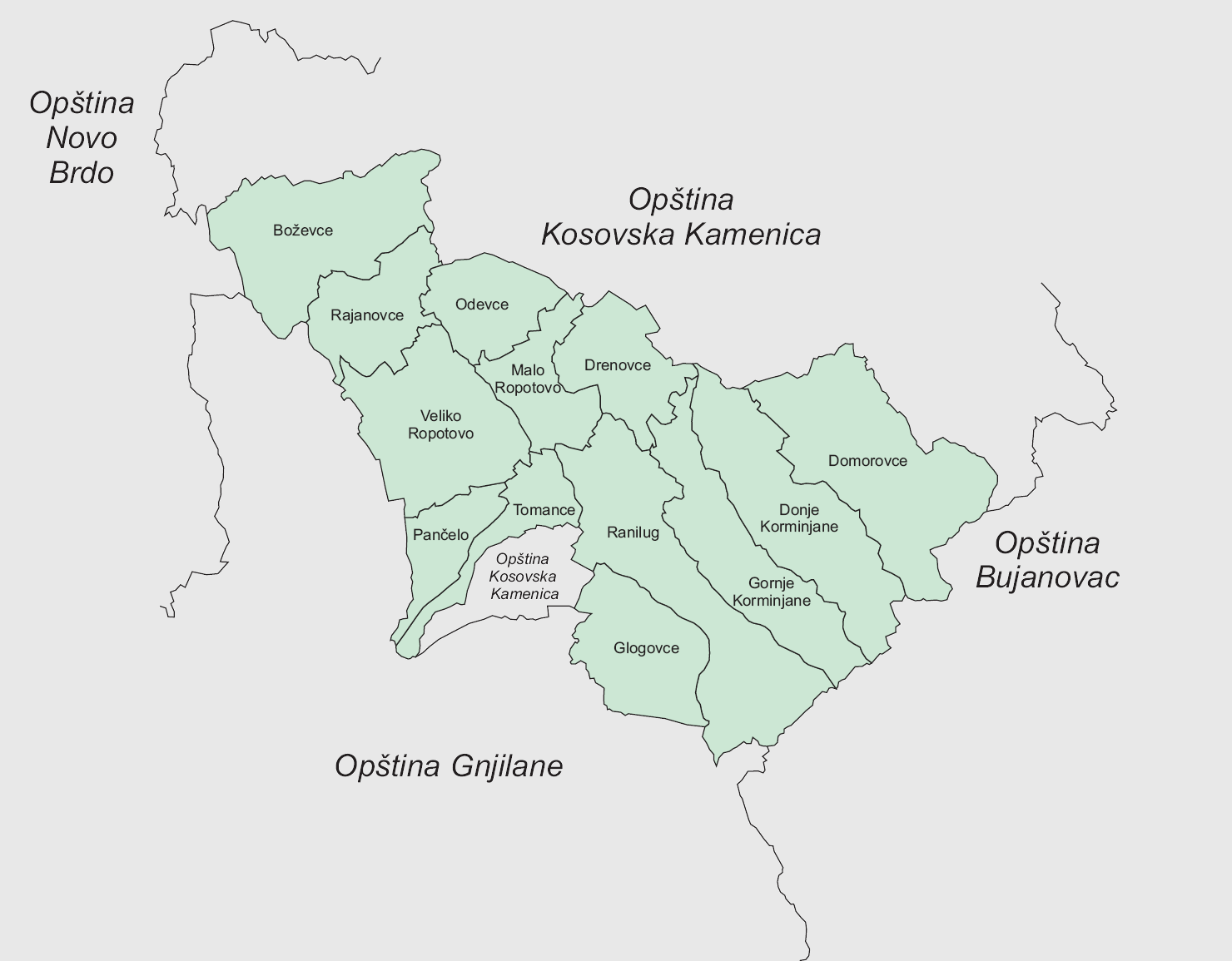
Община Ранилуг

Ранилуг (серб. Ранилуг) — город в Косово, центр одноимённой общины со спорной административной принадлежностью. Центр небольшого сербского анклава в населённой албанцами территории.

## Административная принадлежность
| Сербская позиция                                                      | Албанская позиция                           |
| --------------------------------------------------------------------- | ------------------------------------------- |
| входит в Косовско-Поморавский округ автономного края Косово и Метохия | входит в Гниланский округ Республики Косово |